# Монако на Европском првенству у атлетици на отвореном 2018.
Монако је учествовао на 24. Европском првенству 2018. одржаном у Берлину, Немачка, од 6. до 12. августа.
Ово је било седмо европско првенство у атлетици на отвореном на којем је Монако учествовао. Репрезентацију Монака представљао је једна атлетичарка која се такмичила у трчању на 100 метара.
Представница Монака није освпјио ниједну медаљу, нити је оборила неки рекорд.

## Учесници

### Жене
| Дисциплина | Мушкарци | Жене              |
| ---------- | -------- | ----------------- |
| 100 м      |          | Мари Шарлот Гасто |

## Резултати

### Жене
| Атлетичар         | Дисциплина | Лични рекорд | Квалификације | Квалификације | Полуфинале           | Полуфинале           | Финале               | Финале      | Детаљи |
| Атлетичар         | Дисциплина | Лични рекорд | Резултат      | Место         | Резултат             | Место                | Резултат             | Место       | Детаљи |
| ----------------- | ---------- | ------------ | ------------- | ------------- | -------------------- | -------------------- | -------------------- | ----------- | ------ |
| Мари Шарлот Гасто | 100 м      | 13,14        | 13,59         | 6 у гр. 1     | Није се квалификовао | Није се квалификовао | Није се квалификовао | 36/ 27 (38) |        |